# Sycozoa seiziwadai
Sycozoa seiziwadai is een zakpijpensoort uit de familie van de Holozoidae. De wetenschappelijke naam van de soort is voor het eerst geldig gepubliceerd in 1952 door Tokioka.